# Las Calaveras, Jalisco
Las Calaveras är en ort i Mexiko.   Den ligger i kommunen Tecolotlán och delstaten Jalisco, i den centrala delen av landet, 500 km väster om huvudstaden Mexico City. Las Calaveras ligger 1 182 meter över havet och antalet invånare är 281.
Terrängen runt Las Calaveras är varierad. Runt Las Calaveras är det glesbefolkat, med 18 invånare per kvadratkilometer. Närmaste större samhälle är Tecolotlán, 2,6 km väster om Las Calaveras. I omgivningarna runt Las Calaveras växer huvudsakligen savannskog.